# Équipe cycliste T.Palm-Pôle Continental Wallon
L'équipe cycliste T.Palm-Pôle Continental Wallon est une équipe cycliste belge. Elle a été créée en 2006 avec le statut d'équipe continentale, par le Vélo Club Ardennes, afin d'aider des jeunes coureurs wallons à devenir professionnel. Parmi les coureurs professionnels passés par cette équipe figurent notamment Kevyn Ista, Sébastien Delfosse, Edwig Cammaerts, Kévin Van Melsen. L'équipe disparaît à l'issue de la saison 2018.

## Histoire de l'équipe

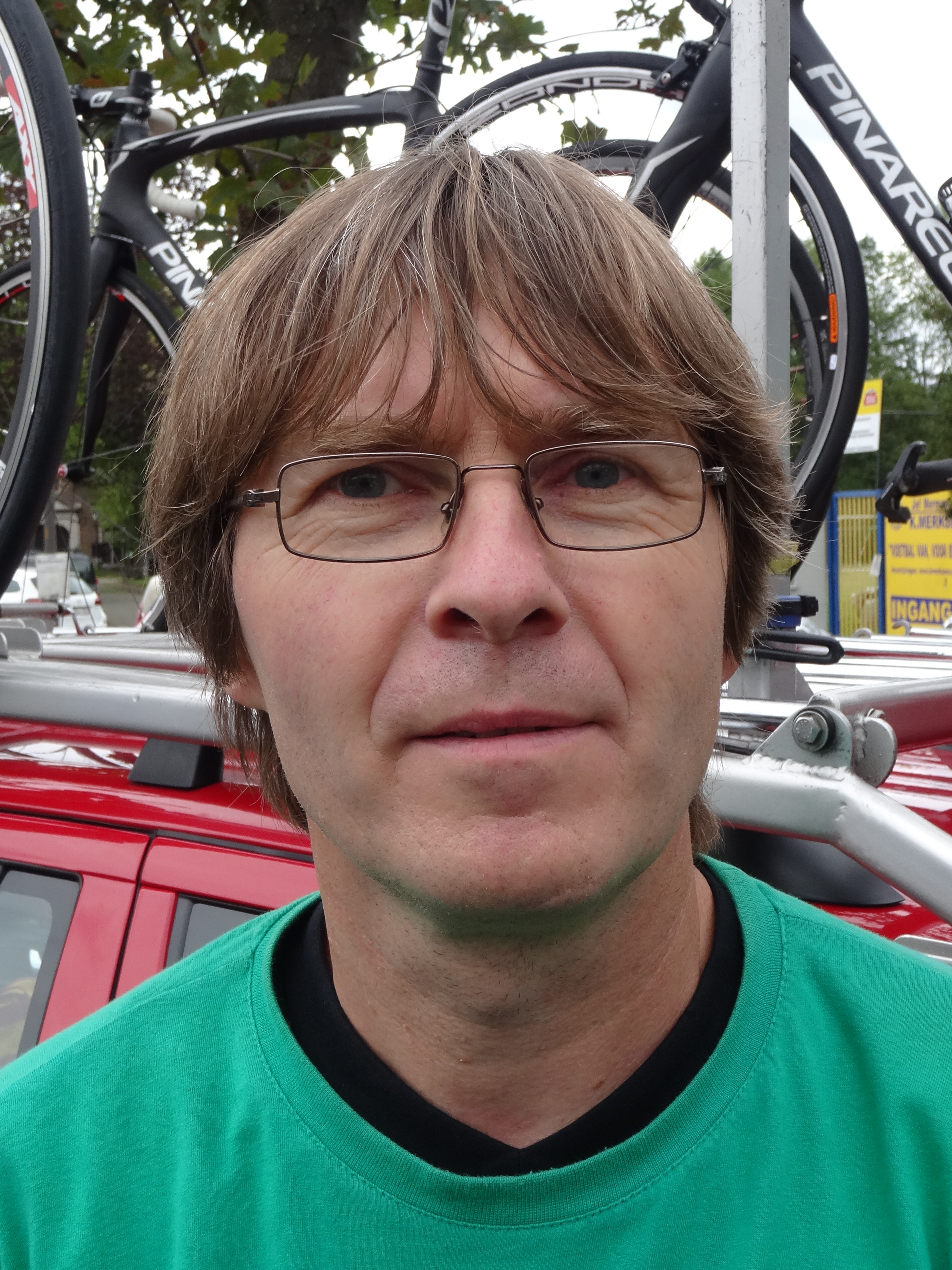
Pascal Pieterarens est le directeur sportif de l'équipe depuis sa création en 2006.

L'équipe est créée en 2006 par le Vélo Club Ardennes. Première équipe continentale wallonne, elle a pour but d'aider à de jeunes coureurs de cette région de devenir professionnels.
L'équipe commence sa première saison en 2006. Elle porte alors le nom de Pôle Continental Wallon Bergasol-Euro Millions. Son directeur sportif est Pascal Pieterarens.

## Principales victoires
- Tour des Flandres espoirs : Kevyn Ista (2006)
- Grand Prix du 1er mai : Jean-Philippe Dony (2006)
- Kattekoers : Sébastien Delfosse (2007)
- Zellik-Galmaarden : Kevyn Ista (2007)
- Flèche ardennaise : Sébastien Delfosse (2007)
- Gooikse Pijl : Fabio Polazzi (2007)
- Grand Prix Criquielion : Fabio Polazzi (2008) et Tom David (2012)

## Classements UCI
Depuis sa création en 2006, l'équipe participe aux circuits continentaux et principalement à des épreuves de l'UCI Europe Tour. Les tableaux ci-dessous présentent les classements de l'équipe sur les différents circuits, ainsi que son meilleur coureur au classement individuel.

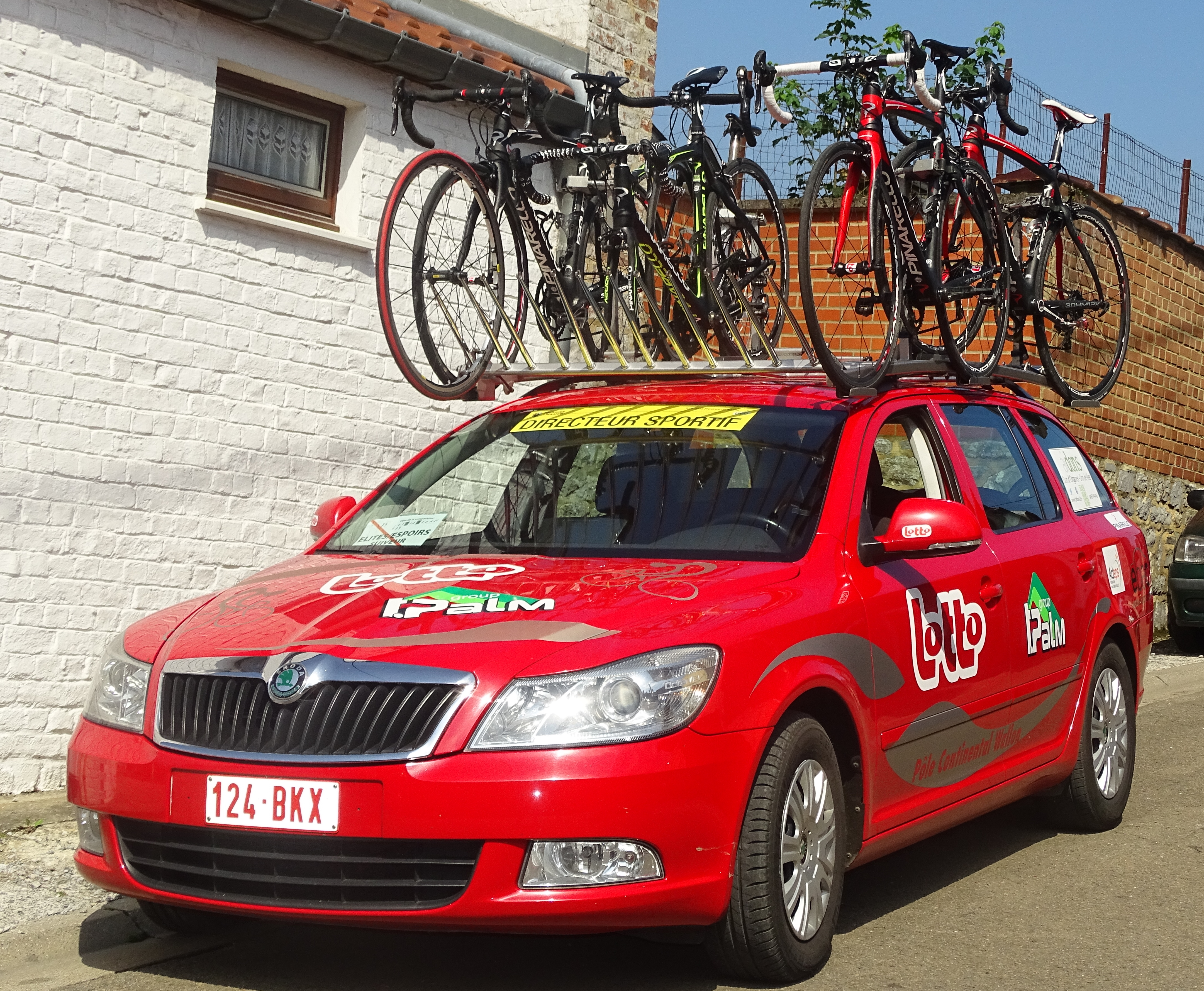
Véhicule de l'équipe en 2015

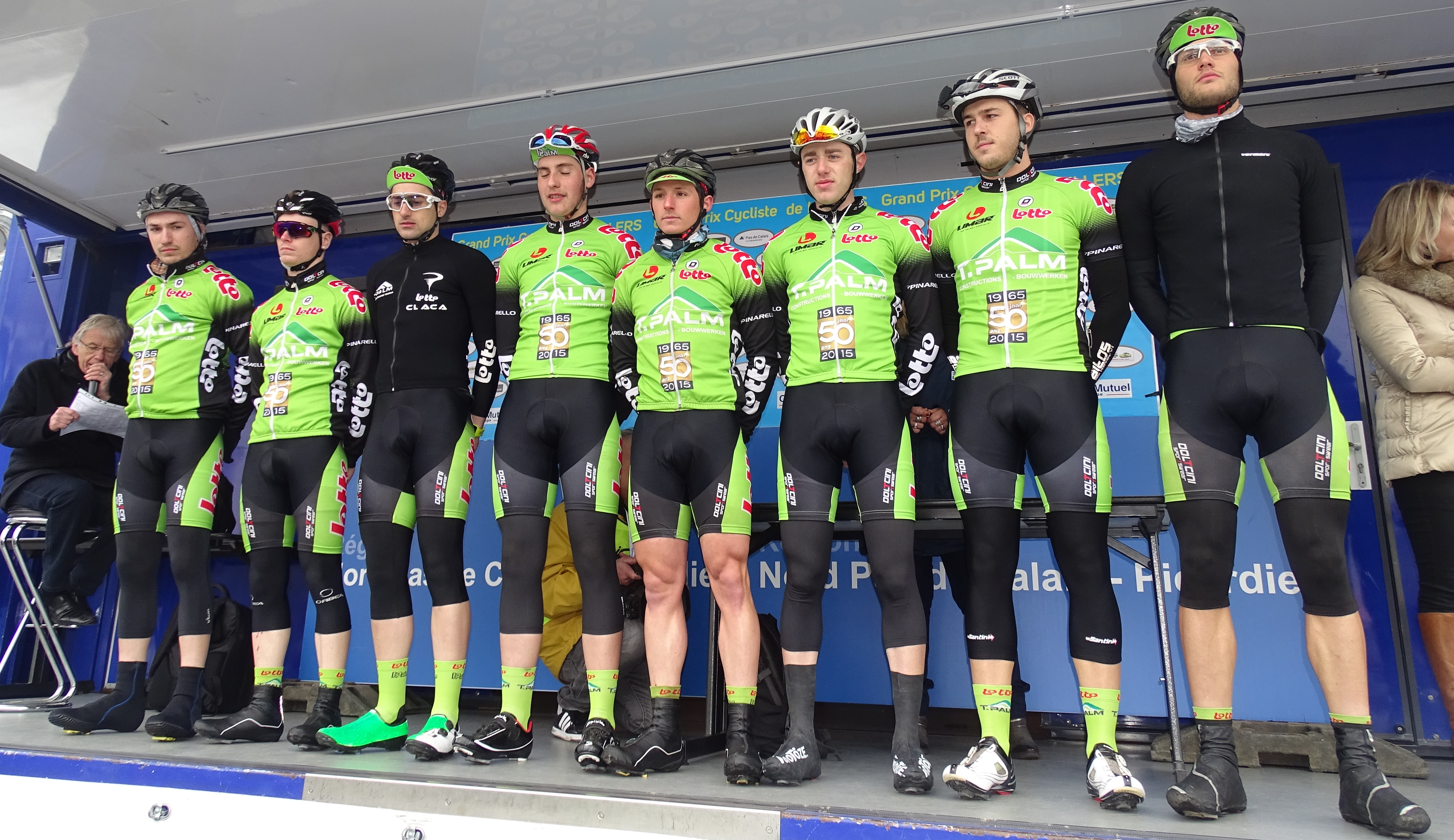
L'équipe en 2016

UCI Africa Tour
| Saison | Classement par équipes | Meilleur coureur au classement individuel |
| ------ | ---------------------- | ----------------------------------------- |
| 2009   | 20e                    | Jérémy Burton (132e)                      |
| 2010   | 11e                    | Jérémy Burton (81e)                       |
| 2017   | 22e                    | Edward Walsh (143e)                       |

UCI Asia Tour
| Saison | Classement par équipes | Meilleur coureur au classement individuel |
| ------ | ---------------------- | ----------------------------------------- |
| 2017   | 98e                    | William Elliott (569e)                    |

UCI Europe Tour
| Saison | Classement par équipes | Meilleur coureur au classement individuel |
| ------ | ---------------------- | ----------------------------------------- |
| 2006   | 79e                    | Jean-Philippe Dony (340e)                 |
| 2007   | 88e                    | Kevyn Ista (233e)                         |
| 2008   | 88e                    | Fabio Polazzi (496e)                      |
| 2009   | 115e                   | Romain Fondard (938e)                     |
| 2010   | 85e                    | Edwig Cammaerts (335e)                    |
| 2011   | 115e                   | Boris Dron (1183e)                        |
| 2012   | 91e                    | Tom David (298e)                          |
| 2013   | 111e                   | Andrew Ydens (538e)                       |
| 2014   | 122e                   | Andrew Ydens (907e)                       |
| 2015   | -                      | -                                         |
| 2016   | -                      | -                                         |
| 2017   | 95e                    | Hampus Anderberg (404e)                   |

UCI Oceania Tour
| Saison | Classement par équipes | Meilleur coureur au classement individuel |
| ------ | ---------------------- | ----------------------------------------- |
| 2009   | 20e                    | Ryan Wills (47e)                          |
| 2010   | 23e                    | Romain Fondard (53e)                      |

## Effectif en 2018
| Cycliste           | Date de naissance | Nationalité | Équipe 2017                    |  |
| ------------------ | ----------------- | ----------- | ------------------------------ |  |
| Hampus Anderberg   | 27 juin 1996      | Suède       | T.Palm-Pôle Continental Wallon |  |
| Andreas Andersson  | 8 octobre 1999    | Suède       |                                |  |
| Sébastien Carabin  | 28 mars 1989      | Belgique    | T.Palm-Pôle Continental Wallon |  |
| Michael Cools      | 12 septembre 1994 | Belgique    | Tarteletto-Isorex              |  |
| Ugo D'Angelo       | 15 octobre 1998   | Belgique    | Naturablue                     |  |
| Vincent De Sy      | 23 octobre 1995   | Belgique    | Prorace                        |  |
| Jelle De Ville     | 10 juillet 1995   | Belgique    | Van Eyck Sports                |  |
| Merlijn Decoster   | 11 novembre 1994  | Belgique    | T.Palm-Pôle Continental Wallon |  |
| William Elliott    | 4 avril 1995      | Canada      | RaceClean                      |  |
| Guillaume Haag     | 9 novembre 1989   | Belgique    | T.Palm-Pôle Continental Wallon |  |
| Max Emil Kørner    | 3 juin 1991       | Norvège     | T.Palm-Pôle Continental Wallon |  |
| Ross Lamb          | 12 octobre 1995   | Royaume-Uni | United Cycling Team            |  |
| Adam Lewis         | 21 août 1995      | Royaume-Uni | United Cycling Team            |  |
| Arthur Pagnaer     | 25 avril 1995     | Belgique    | Sport en Moedig Genk           |  |
| Thomas Petit       | 7 novembre 1996   | Belgique    | AGO-Aqua Service               |  |
| Yorick Slagmulders | 29 août 1995      | Belgique    | Van Eyck Sports                |  |
| Edward Walsh       | 22 novembre 1996  | Canada      | RaceClean                      |  |

## Saisons précédentes
- T.Palm-Pôle Continental Wallon en 2014
- T.Palm-Pôle Continental Wallon en 2015
- T.Palm-Pôle Continental Wallon en 2016
- T.Palm-Pôle Continental Wallon en 2017
- T.Palm-Pôle Continental Wallon en 2018